# Lubine
Lubine est une commune française située dans le département des Vosges, en région culturelle et historique de Lorraine en région Grand Est.
Ses habitants sont appelés les Lubinois.

## Géographie

### Localisation
Lubine est le village le plus en amont de la vallée de la Fave. Il est limitrophe de l'Alsace par le col d'Urbeis (602 m). 

### Géologie et relief
Les massifs qui l'entourent ont des altitudes échelonnées entre 600 et 1 000 mètres : le Climont, l'Adeax, le Chat et de la Butte Chaumont. La vallée s'ouvre vers l'ouest, en direction de Colroy-la-Grande.
Le village de Lubine donne son nom à la dislocation de Lalaye-Lubine qui représente un accident tectonique (une faille de décrochement ) de très grande ampleur qui affecte l’Europe entière et qui forme la limite entre les Vosges septentrionales et les Vosges moyennes.
C'est une des 201 communes du Parc naturel régional des Ballons des Vosges, réparties sur quatre départements : les Vosges, le Haut-Rhin, le Territoire de Belfort et la Haute-Saône.
Lubine se trouve à 6 km d'Urbeis dans le Bas-Rhin. Un chemin forestier passant par la Jambe de Fer puis par le col de la Hingrie permet de relier le village de Rombach-le-Franc dans le Haut-Rhin qui se trouve à proximité immédiate de l'autre côté de la montagne. Le village vit essentiellement d'agriculture. Beaucoup d'habitants sont ouvriers mais vont travailler soit en Alsace ou dans la région de Saint-Dié.

### Massifs
- Le Climont
- L'Adeux du Chat
- La Butte Chaumont

- Lubine se trouve à 71 km d'Épinal
- 19 km de Saint-Dié
- 6 km de Provenchères-sur-Fave
- 6 km d'Urbeis (Bas-Rhin)

| Saales Bas-Rhin        | Bourg-Bruche Bas-Rhin | Urbeis Bas-Rhin                  |
| Provenchères-et-Colroy | Lubine                | Rombach-le-Franc Haut-Rhin       |
|                        | Lusse                 | Sainte-Croix-aux-Mines Haut-Rhin |

### Hameau
- Fouillaupré

### Écarts
- Les près Maidgille
- Bassote
- Champ-de-Lovion
- Lambia-Charrière
- Pré-de-Chêne
- Sur Faîte
- Le Grand-Bois
- La Jambe-de-fer
- Pré de la Grange
- La Villette

### Sismicité
Commune située dans une zone 3 de sismicité modérée.

### Hydrographie et les eaux souterraines
Hydrogéologie et climatologie : Système d’information pour la gestion des eaux souterraines du bassin Rhin-Meuse :
Territoire communal : Occupation du sol (Corinne Land Cover); Cours d'eau (BD Carthage),
Géologie : Carte géologique; Coupes géologiques et techniques,
 Hydrogéologie : Masses d'eau souterraine; BD Lisa; Cartes piézométriques.

#### Cours d'eau
- La Fave
- Ruisseau de Sainte Catherine
- Ruisseau de la Jambe de Fer

La commune est située dans le bassin versant du Rhin au sein du bassin Rhin-Meuse. Elle est drainée par la Fave, le ruisseau de la Chevre, le ruisseau de la Jambe de Fer, le ruisseau des Mines, le ruisseau des Osieres et le ruisseau du Chinet,.
La Fave, d'une longueur totale de 22,2 km, prend sa source dans la commune  et se jette dans la Meurthe à Saint-Dié-des-Vosges, après avoir traversé onze communes.

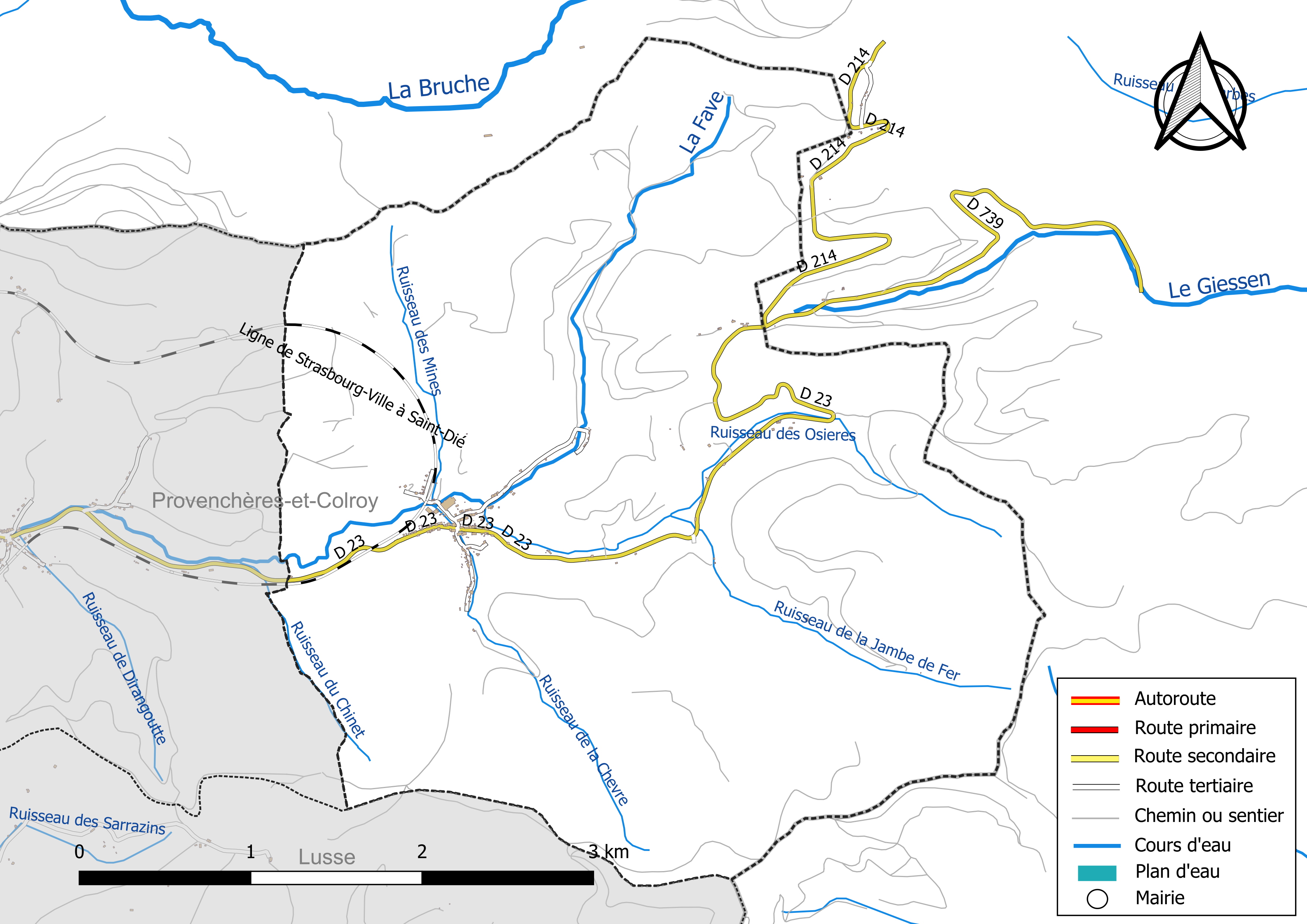
Réseaux hydrographique et routier de Lubine.

La qualité des eaux de baignade et des cours d’eau peut être consultée sur un site dédié géré par les agences de l’eau et l’Agence française pour la biodiversité.

### Climat
Pour des articles plus généraux, voir Climat du Grand Est et Climat des Vosges.
En 2010, le climat de la commune est de type climat de montagne, selon une étude du Centre national de la recherche scientifique s'appuyant sur une série de données couvrant la période 1971-2000. En 2020, Météo-France publie une typologie des climats de la France métropolitaine dans laquelle la commune est exposée à un climat semi-continental et est dans la région climatique  Vosges, caractérisée par une pluviométrie très élevée (1 500 à 2 000 mm/an) en toutes saisons et un hiver rude (moins de 1 °C). 
Pour la période 1971-2000, la température annuelle moyenne est de 9 °C, avec une amplitude thermique annuelle de 16,7 °C. Le cumul annuel moyen de précipitations est de 1 402 mm, avec 12 jours de précipitations en janvier et 11,1 jours en juillet. Pour la période 1991-2020, la température moyenne annuelle observée sur la station météorologique de Météo-France la plus proche, « Ste Croix aux Mines », sur la commune de Sainte-Croix-aux-Mines à 8 km à vol d'oiseau, est de 10,8 °C et le cumul annuel moyen de précipitations est de 1 094,4 mm. 
La température maximale relevée sur cette station est de 39,8 °C, atteinte le 4 août 2022 ; la température minimale est de −18,2 °C, atteinte le 20 décembre 2009,,. 
Les paramètres climatiques de la commune ont été estimés pour le milieu du siècle (2041-2070) selon différents scénarios d'émission de gaz à effet de serre à partir des nouvelles projections climatiques de référence DRIAS-2020. Ils sont consultables sur un site dédié publié par Météo-France en novembre 2022.

## Urbanisme

### Typologie
Au 1er janvier 2024, Lubine est catégorisée commune rurale à habitat dispersé, selon la nouvelle grille communale de densité à sept niveaux définie par l'Insee en 2022.
Elle est située hors unité urbaine et hors attraction des villes,.

### Occupation des sols
L'occupation des sols de la commune, telle qu'elle ressort de la base de données européenne d’occupation biophysique des sols Corine Land Cover (CLC), est marquée par l'importance des forêts et milieux semi-naturels (96,4 % en 2018), une proportion identique à celle de 1990 (96,4 %). La répartition détaillée en 2018 est la suivante : 
forêts (94,7 %), zones urbanisées (1,8 %), prairies (1,8 %), espaces ouverts, sans ou avec peu de végétation (1,7 %). L'évolution de l’occupation des sols de la commune et de ses infrastructures peut être observée sur les différentes représentations cartographiques du territoire : la carte de Cassini (XVIIIe siècle), la carte d'état-major (1820-1866) et les cartes ou photos aériennes de l'IGN pour la période actuelle (1950 à aujourd'hui).

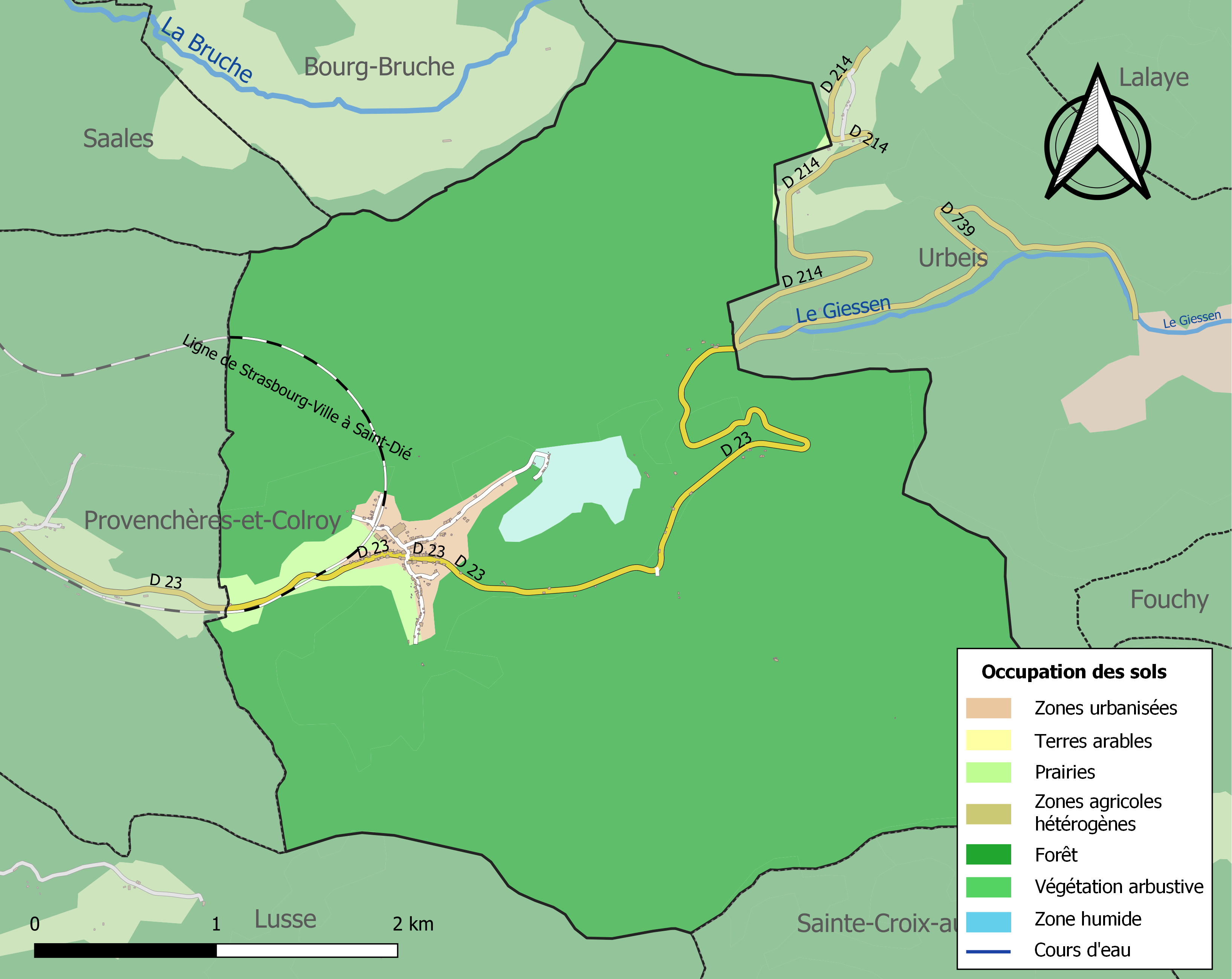
Carte des infrastructures et de l'occupation des sols de la commune en 2018 (CLC).

## Toponymie
Le nom de la localité est attesté sous les formes Leubines (1334) ; Lubinne (1480) ; Lubine (1518) ; Lubyne (1543) ; Das dorff Loubingen an Lutthringenn, hinden dem Wylerthal gelegen (1539) ; Lubines (1751) ; Lubin (an II).

## Histoire
Lubine est certainement déjà parcouru dès le VIIe siècle par des disciples de saint Déodat qui essaiment en amont dans les vallées de la Meurthe et de la Fave et y fondent des cellules qui donneront naissance rapidement à plusieurs villages : Provenchères-sur-Fave, Lubine, Mandray et Saint-Léonard. Ils fondèrent les abbayes bénédictines de Senones, Etival, Moyenmoutier et Saint-Dié. Devenues prospères, ces riches abbayes s'émancipèrent en 1051 de la tutelle de l'évêché de Toul pour être rattachées à la collégiale de Saint-Dié.
La légende rapporte que le moine Déodat, fonda dans la vallée de la Fave, treize cellules ou prieurés dépendant de celle de Saint-Dié. C'est vraisemblablement à partir de cette époque que naîtra le premier embryon de population à Lubine.En 1539, Marguerite Zornin de Boulach vendit à Gaspard de Mülheim le village de Lubine.
En 1541, le duc de Lorraine Antoine, rachète à Gaspard de Mülheim la seigneurie de Lubine qui était réputée alors pour ses mines et ses forêts. Le 16 mai 1566, les officiers des mines de la Croix et les comparsonniers du porche Notre-Dame à Lusse, obtinrent l'autorisation d'ériger une fonderie près du village de Lubine à leurs risques et périls. Les sujets de la mairie de Lubine était de morte-main, de telle sorte que lorsque l'un d'eux venait à décéder sans enfants, ses meubles appartenaient au domaine, même lorsqu'il avait des enfants, pourvu qu'ils fussent mariés. Dans le cas contraire le droit de morte-main n'existait pas.
Jusqu'en 1710, les villages de Lubine et de Colroy-la-Grande étaient des annexes de la cure de Provenchères. On comptait à Lubine à la fin du XVIIe siècle 25 communiants (enfants à partir de 7 ans). En 1710, une ordonnance du grand prévôt de Saint-Dié érigea en vicariat, détachés de Provenchères leur paroisse. À partir de cette époque Lubine devint une annexe de Colroy.
De 1634 à 1697, la commune eut à souffrir des ravages de la Guerre de Trente Ans qui décima une partie importante de sa population.

### Mines
On a signalé, près de Lubine, un filon de minerai d'argent et de cuivre que l'on exploitait autrefois; on a remarqué, dans les déblais de la baryte, du quartz, des schistes, de la galène, de l'argent gris, du bismuth, du cuivre carbonaté vert et de l'azur (cuivre carbonaté bleu). On a trouvé aussi, près de Lubine, un lambeau de terrain houiller.

### Industrie
Entre les XIXe et XXe siècles Lubine occupait des tissages à bras et à domicile occupant environ 140 ouvriers. On trouvait également deux scieries, deux boulangeries, quatre épiceries et cinq débits de boissons.

### Guerre 1914-1918

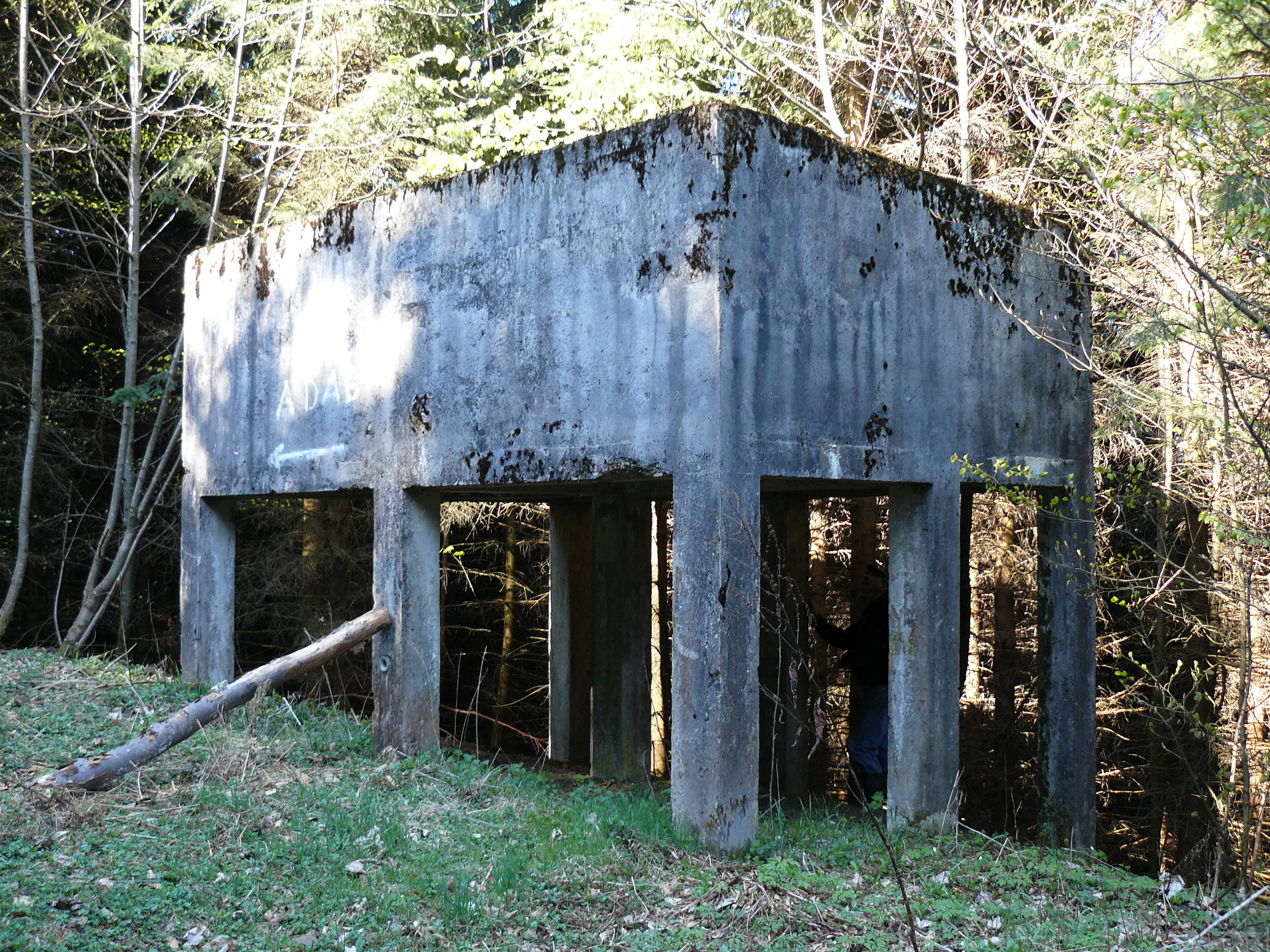
Caisson sur pilotis en béton armé construit par les Allemands en 1914-1918 pour y stocker l'eau dans la forêt domaniale de Lubine.

Lubine, située à proximité du front a eu à souffrir du conflit de la Première Guerre mondiale. La forêt domaniale de Colroy-Lubine a été traversée par les armées allemandes pour ramener au front des munitions, et divers matériels jusqu'à la chaume de Lusse.
Le passage de tout le matériel se faisait par le Val de Villé ou à travers la forêt domaniale de Rombach-le-Franc située de l'autre côté du versant alsacien. L'un des principaux problème des troupes allemandes était le ravitaillement de l'eau. Ils avaient construit dans la forêt domaniale de Lubine un édifice sur pilotis dont la partie supérieure pouvait contenir une grande quantité d'eau pour les troupes allemandes à la chaume de Lusse. L'eau était acheminée depuis une source située à proximité du Col de la Hingrie et transvasée dans le caisson construit à cet effet dans la forêt domaniale de Colroy-Lubine.
Le 22 octobre 1921, Lubine a été décorée de la croix de guerre 1914-1918.

## Politique et administration

### Budget et fiscalité 2022

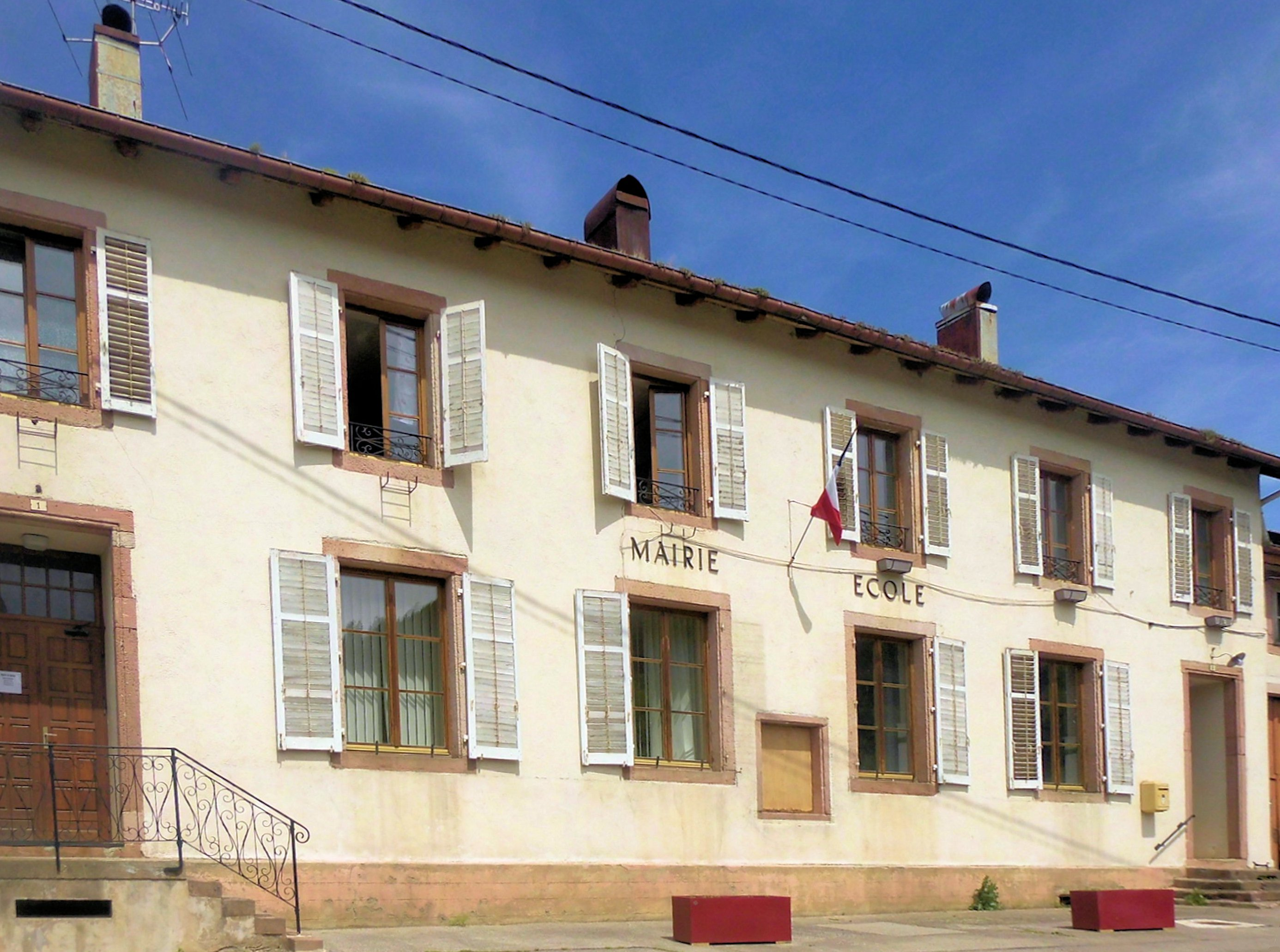
La mairie-école.

En 2022, le budget de la commune était constitué ainsi :
- total des produits de fonctionnement : 180 000 €, soit 745 € par habitant ;
- total des charges de fonctionnement : 168 000 €, soit 699 € par habitant ;
- total des ressources d’investissement : 111 000 €, soit 462 € par habitant ;
- total des emplois d’investissement : 106 000 €, soit 439 € par habitant.
- endettement : 53 000 €, soit 221 € par habitant.

Avec les taux de fiscalité suivants :
- taxe d’habitation : 18,36 % ;
- taxe foncière sur les propriétés bâties : 33,65 % ;
- taxe foncière sur les propriétés non bâties : 17,11 % ;
- taxe additionnelle à la taxe foncière sur les propriétés non bâties : 0,00 % ;
- cotisation foncière des entreprises : 0,00 %.

Chiffres clés Revenus et pauvreté des ménages en 2021 : médiane en 2021 du revenu disponible, par unité de consommation : 20 390 €.

### Liste des maires
| Période                                  | Période  | Identité                      | Étiquette | Qualité                                                                             |
| ---------------------------------------- | -------- | ----------------------------- | --------- | ----------------------------------------------------------------------------------- |
| Les données manquantes sont à compléter. |          |                               |           |                                                                                     |
| 1975                                     | 2020     | Jean-Guy Ruhlmann (1945-2024) | UMP-LR    | Chef d'entreprise Conseiller général du canton de Provenchères-sur-Fave (2001-2015) |
| mars 2020                                | En cours | Laurent Parisse               |           |                                                                                     |

## Population et société

### Démographie

#### Évolution démographique
L'évolution du nombre d'habitants est connue à travers les recensements de la population effectués dans la commune depuis 1793. Pour les communes de moins de 10 000 habitants, une enquête de recensement portant sur toute la population est réalisée tous les cinq ans, les populations de référence des années intermédiaires étant quant à elles estimées par interpolation ou extrapolation. Pour la commune, le premier recensement exhaustif entrant dans le cadre du nouveau dispositif a été réalisé en 2008.

En 2022, la commune comptait 245 habitants, en évolution de +10,86 % par rapport à 2016 (Vosges : −2,96 %, France hors Mayotte : +2,11 %).
| 1793 | 1800 | 1806 | 1821 | 1831 | 1836 | 1841 | 1846 | 1856 |
| ---- | ---- | ---- | ---- | ---- | ---- | ---- | ---- | ---- |
| 376  | 530  | 602  | 624  | 779  | 858  | 912  | 889  | 830  |

| 1861 | 1866 | 1876 | 1881 | 1886 | 1891 | 1896 | 1901 | 1906 |
| ---- | ---- | ---- | ---- | ---- | ---- | ---- | ---- | ---- |
| 856  | 891  | 977  | 822  | 832  | 747  | 704  | 668  | 642  |

| 1911 | 1921 | 1926 | 1931 | 1936 | 1946 | 1954 | 1962 | 1968 |
| ---- | ---- | ---- | ---- | ---- | ---- | ---- | ---- | ---- |
| 532  | 400  | 686  | 382  | 354  | 387  | 344  | 312  | 264  |

| 1975 | 1982 | 1990 | 1999 | 2006 | 2008 | 2013 | 2018 | 2022 |
| ---- | ---- | ---- | ---- | ---- | ---- | ---- | ---- | ---- |
| 216  | 187  | 221  | 214  | 239  | 245  | 217  | 236  | 245  |

### Enseignement
Établissements d'enseignements :
- Écoles maternelles et primaires à Lusse, Provenchères-et-Colroy, Saales.
- Collèges à Provenchères-et-Colroy, Saint-Dié-des-Vosges, Sainte-Marie-aux-Mines, Villé.
- Lycées à Saint-Dié-des-Vosges, Sainte-Marie-aux-Mines.

### Santé
Professionnels et établissements de santé :
- Médecins à Le Beulay, Provenchères-sur-Fave, Ban-de-Laveline, Sainte-Marie-aux-Mines.
- Pharmacies à Provenchères-sur-Fave, Ban-de-Laveline, Sainte-Marie-aux-Mines.
- Hôpitaux à Fraize, Sainte-Marie-aux-Mines, Le Bonhomme.

### Cultes
- Culte catholique, Paroisse La-Sainte-Trinité[32], Diocèse de Saint-Dié.

## Économie

### Entreprises et commerces

#### Agriculture
- Culture de fruits à pépins et à noyau.
- Reproduction de plantes.

#### Tourisme
- Hébergements et restauration à Saint-Dié-des-Vosges, Villé, Belmont.

#### Commerces
- Commerces et services de proximité à Saales, Sainte-Croix-aux-Mines, Sainte-Marguerite.

## Culture et patrimoine

### Lieux et monuments

#### Église de la Pentecôte

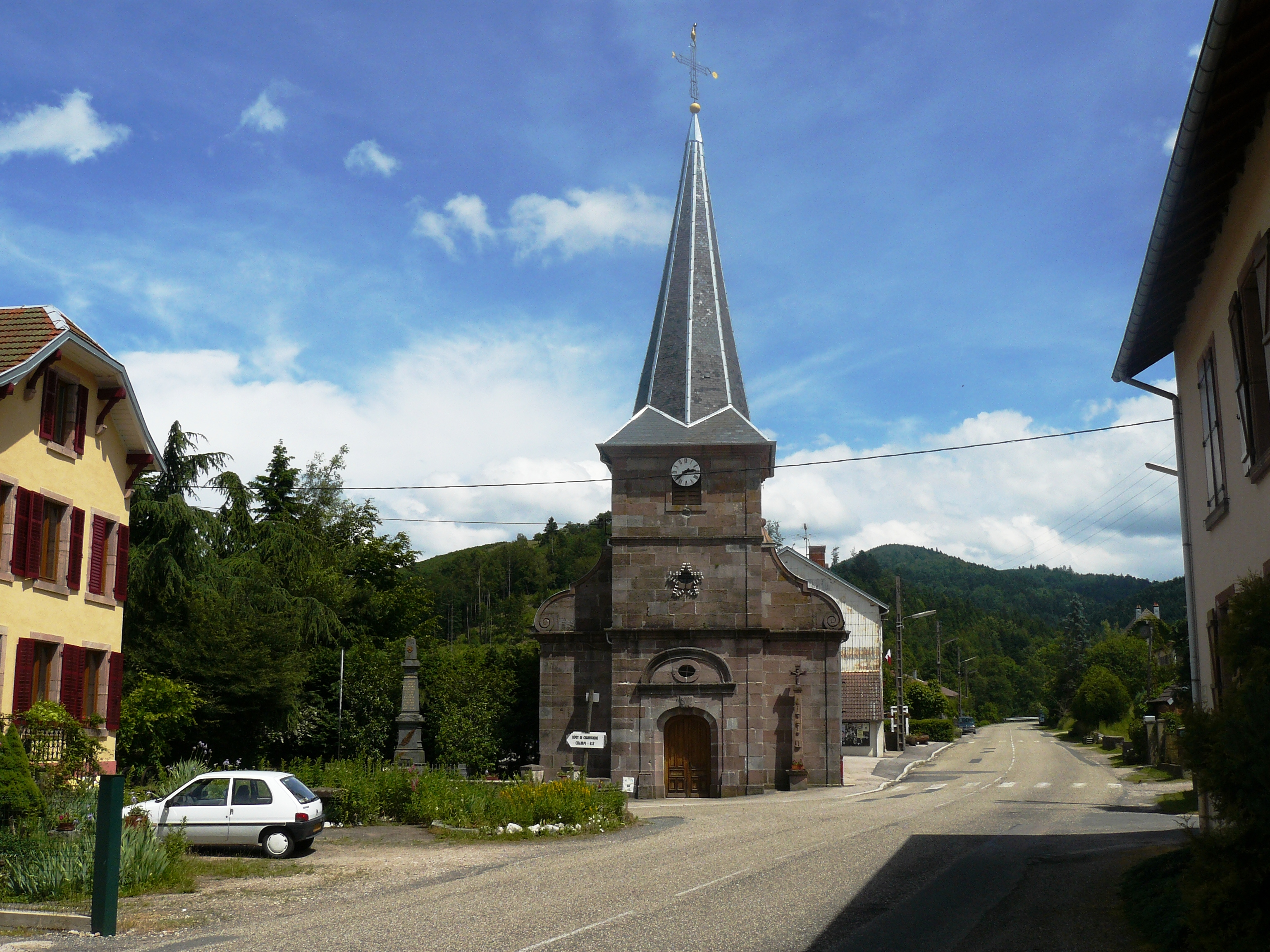
Église de la Pentecôte.

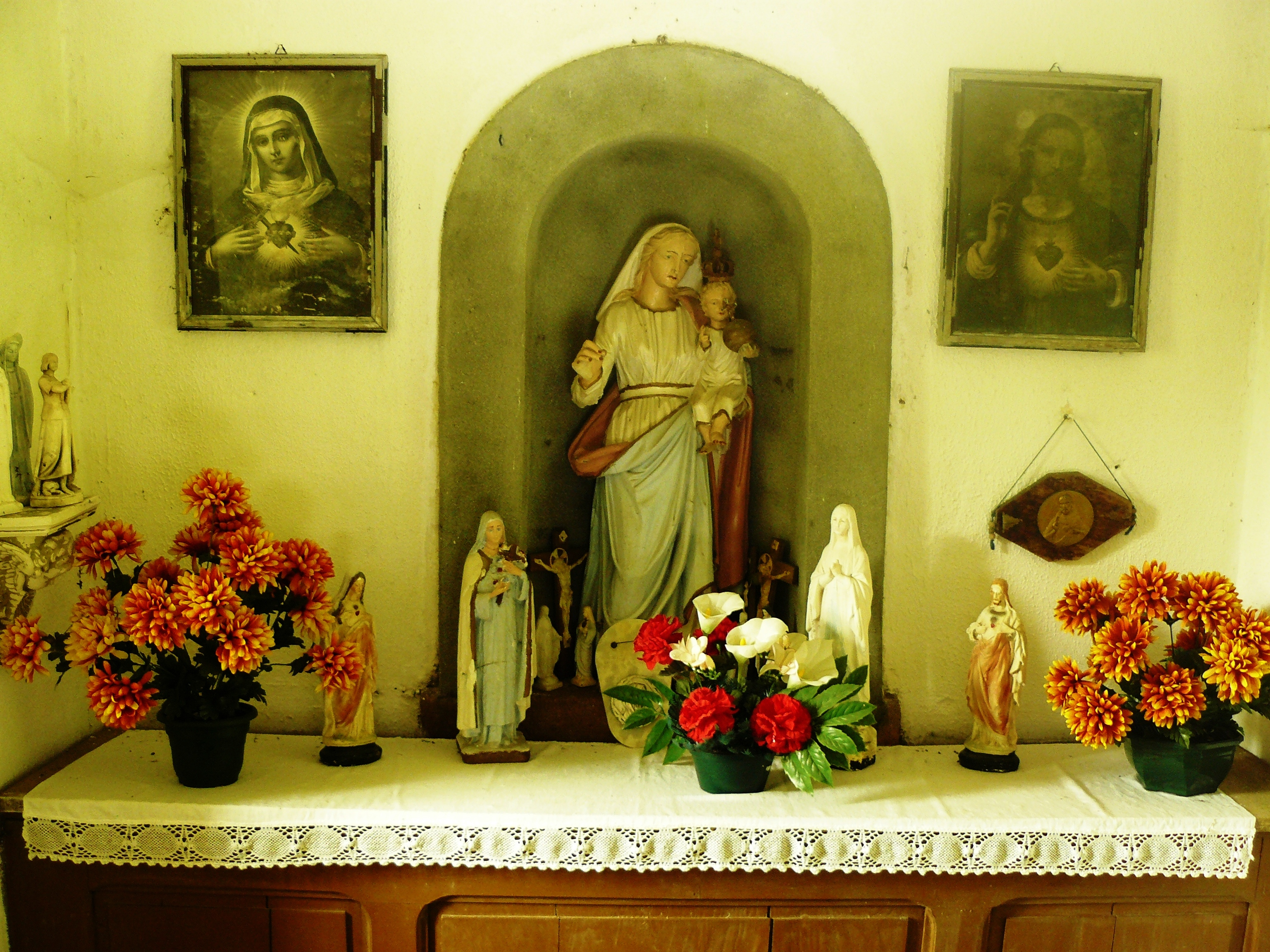
Intérieur de la chapelle de la Jambe-de-Fer.

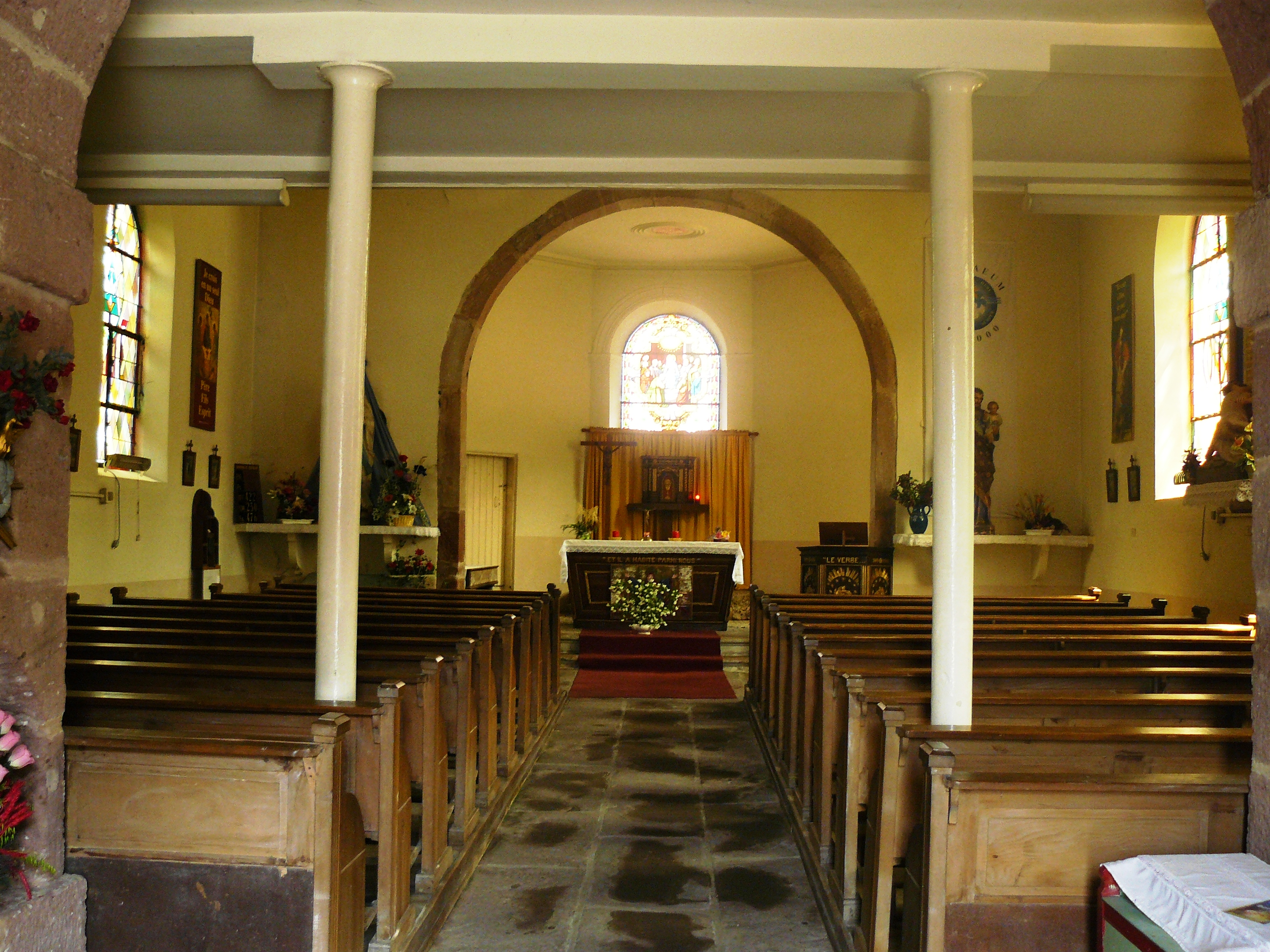
Intérieur de l'église de la Pentecôte.

L'église de Lubine fut d'abord, jusqu'en 1803, une annexe de la paroisse de Colroy-la-Grande. L'église fut construite en 1723 à l'emplacement même où s'élevait une petite chapelle devenue trop petite pour les besoins du culte dominical,.

#### Chapelle de la Jambe-de-Fer

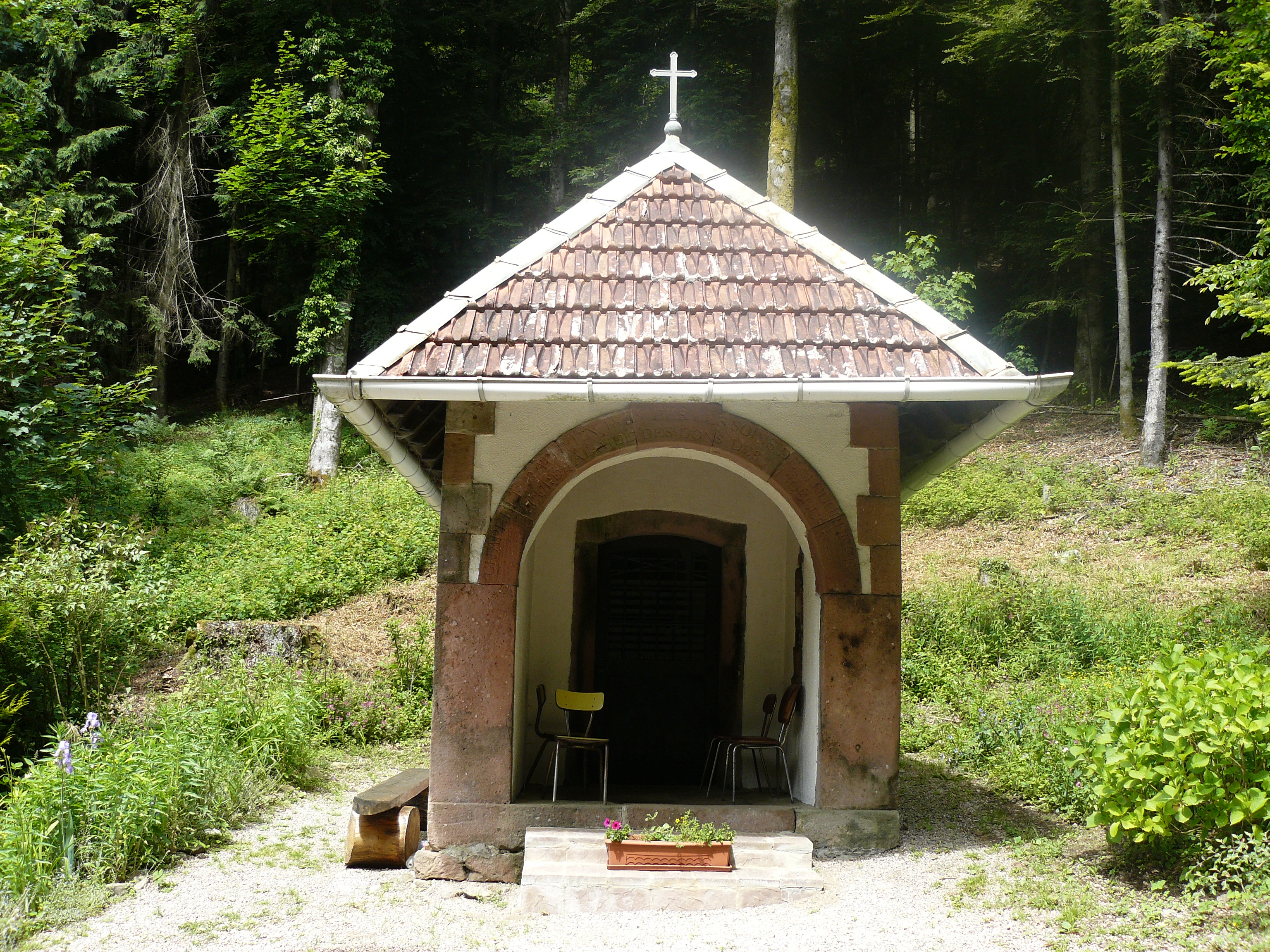
Chapelle de la Jambe-de-Fer à Lubine (1849).

On raconte que cette chapelle a été construite à l’emplacement même où se trouvait une custode représentant la Vierge qui était nichée dans le creux d’un vieux sapin. Ce sapin se trouvait sur le bord d’un chemin qui reliait le hameau de la Hingrie (dépendant de Rombach-le-Franc) et Lubine. Selon la tradition un fermier originaire de la Hingrie conduisait ses bœufs vers Sainte-Croix-aux-Mines. S’étant reposé à l’endroit où s’élève aujourd'hui la chapelle de la jambe de fer, il s’endormit pendant que son troupeau continuait de paître dans la forêt. À son réveil il se rendit compte que son troupeau avait disparu. Aidé par quelques amis il se mit en quête de retrouver ses bêtes. Il recherchera vainement pendant trois jours ses animaux dans la forêt. Épuisé de fatigue, il s’endormit à l’endroit même où ses bêtes avaient disparu. À son réveil il eut la surprise de constater qu’une partie de son bétail qui s’était volatilisé l’entourait de nouveau. Il qualifia ces retrouvailles de miraculeuses et plaça en signe de reconnaissance une statue de la Vierge dans le creux d’un vieux sapin.
La statue de la Vierge restera de 1744 jusqu'à l’édification de la chapelle en 1840. Le fermier de la Hingrie souhaitait en effet construire une petite chapelle à l’endroit même où s’était produit « le miracle », mais tout édifice religieux était banni pendant la Révolution. Il ne put donc pas mettre en pratique sa volonté. Les habitants du versant vosgien comme ceux de Rombach-le-Franc ou Sainte-Croix-aux-Mines se rendaient très nombreux aux XVIIIe et XIXe siècles aux pèlerinages annuels qui eurent lieu tous les lundis de la Pentecôte. Pendant la Seconde Guerre mondiale ces rassemblements eurent lieu le jour de l’Assomption, le 15 août. On y chantait les vêpres suivie de la bénédiction du Saint-Sacrement et même une procession aux flambeaux dans la soirée. Après 1944 le pèlerinage fut de nouveau fixé les lundis de la Pentecôte. À l’époque, la population de Lubine amena sur place un harmonium assez imposant tiré par deux bœufs, pour rehausser et donner plus d’éclat à la cérémonie. On ne sait pas si l’instrument quelque peu chahuté pendant le trajet cahoteux produisait encore des sons.
La chapelle de la jambe de fer était aussi le lieu de rendez-vous de nombreux pèlerins qui souffraient des jambes : mutilés de guerre, accidentés, etc. Les murs de la chapelle étaient remplis d’ex-voto en marbre gravés plus ou moins richement selon la fortune du pèlerin. Mais ce qui frappait le plus c’était un amoncellement de cannes et béquilles et surtout de « jambes en bois » amenés par les pèlerins pour remercier la Madone d’avoir obtenu la guérison. Le pèlerinage avait ses rites. Les habitants de deux versants (Vosgiens et Alsaciens) se faisaient un honneur de se rendre à pied à la chapelle depuis leur lieu d’habitation. Les pèlerins utilisaient à cette occasion des landaus d’enfants ou des charrettes pour handicapés. L’arrivée devait comporter sept fois le tour de la chapelle censés représenter les sept dons du Saint Esprit. À cette époque tout chrétien devait être capable de nommer sans hésiter les sept dons ou mieux encore de les chanter. Au cours de cette cérémonie, il était recommandé de réciter sept Pater et sept Ave ou de prier le chapelet ou encore le rosaire agenouillé ou assis devant les marches de la chapelle. Ceux qui n’étaient pas trop éloignés de la chapelle venaient y prier le matin et le soir.
Les anciens de Lubine se souviennent aussi que pendant le carême ou le temps de la Passion la coutume voulait que l’on accomplît cinq fois le tour de la chapelle en mémoire des cinq plaies du Christ. De même qu’à la Sainte Trinité les pèlerins étaient appelés à faire trois fois le tour de la chapelle en récitant des prières. Au cours de ces pérégrinations les pèlerins apportaient des fleurs. Les escaliers et le sol de la chapelle étaient jonchés d’énormes bouquets de fleurs ou de fleurs champêtres cueillis en cours de route. Les pèlerins versaient aussi leur obole en jetant une petite pièce à travers les barreaux de la porte qui restait toujours fermée. Les sommes ainsi recueillies servaient à célébrer des messes à l’adresse de Notre Dame de la Jambe de fer du mois d’avril jusqu'à la Toussaint.
Selon la légende une source coulait au pied de la chapelle. Certains pèlerins buvaient cette eau, d’autres s’en aspergeaient les pieds et les jambes au moment de retourner chez eux. Actuellement une messe est célébrée encore tous les deux ans, le lundi de la Pentecôte au moment du renouvellement des vœux du baptême des jeunes de la paroisse de la Sainte-Trinité à Lubine. Les fidèles s’y retrouvent très nombreux pour accompagner les confirmés.

#### Tunnel ferroviaire de Lubine
L'achèvement de la ligne Saint-Dié-Strasbourg a nécessité le percement d'un long tunnel courbe entre Lubine et Colroy-la-Grande. D'une longueur de 1601 mètres, le tunnel a été construit par la Compagnie de l'Est de 1924 à 1927. Le dernier tronçon de la ligne, de Provenchères à Saales, a été inauguré le 21 octobre 1928 par Raymond Poincaré,.

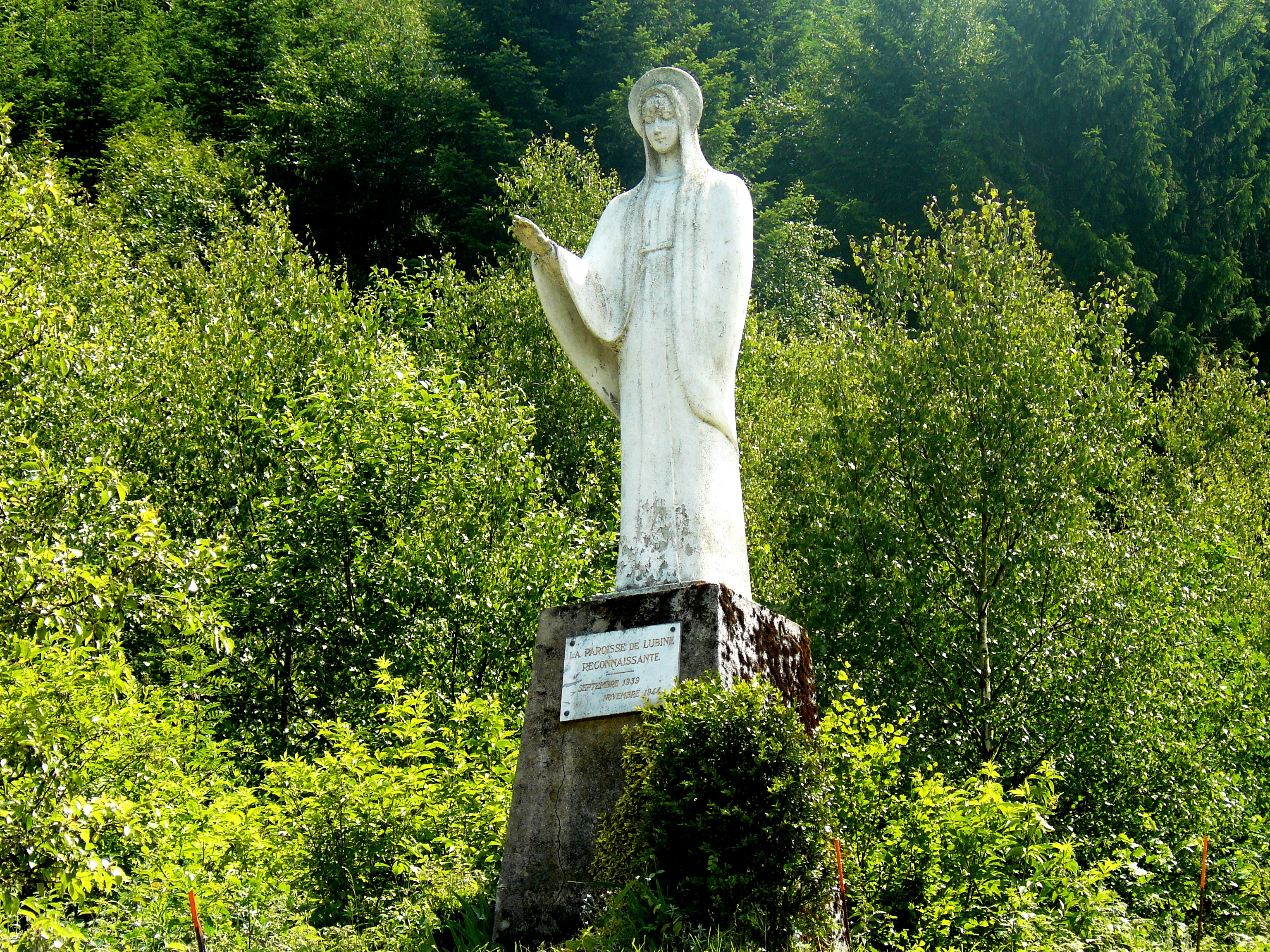
Statue de la Vierge installée à l'entrée du village de Lubine.

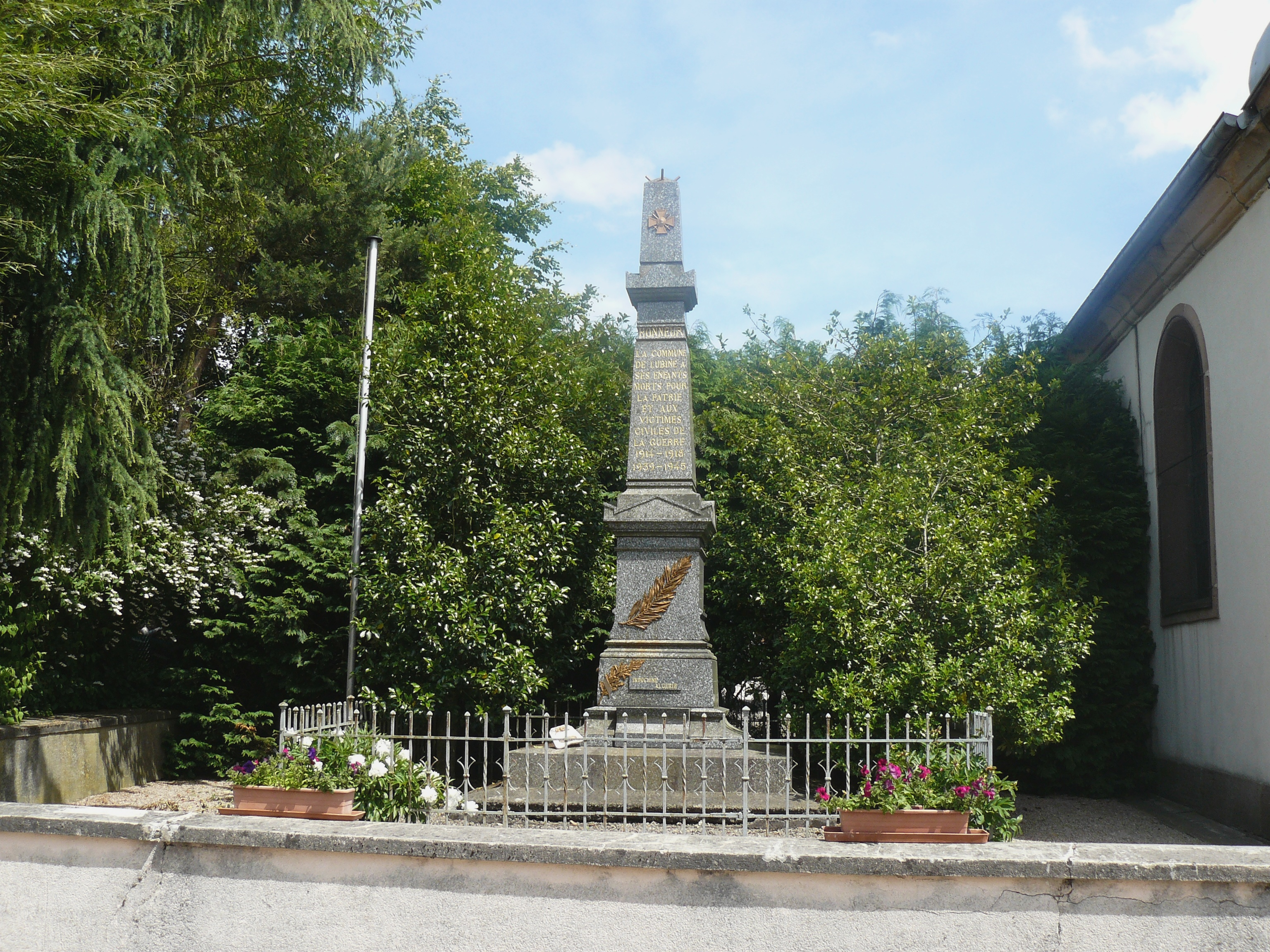
Monument aux morts.

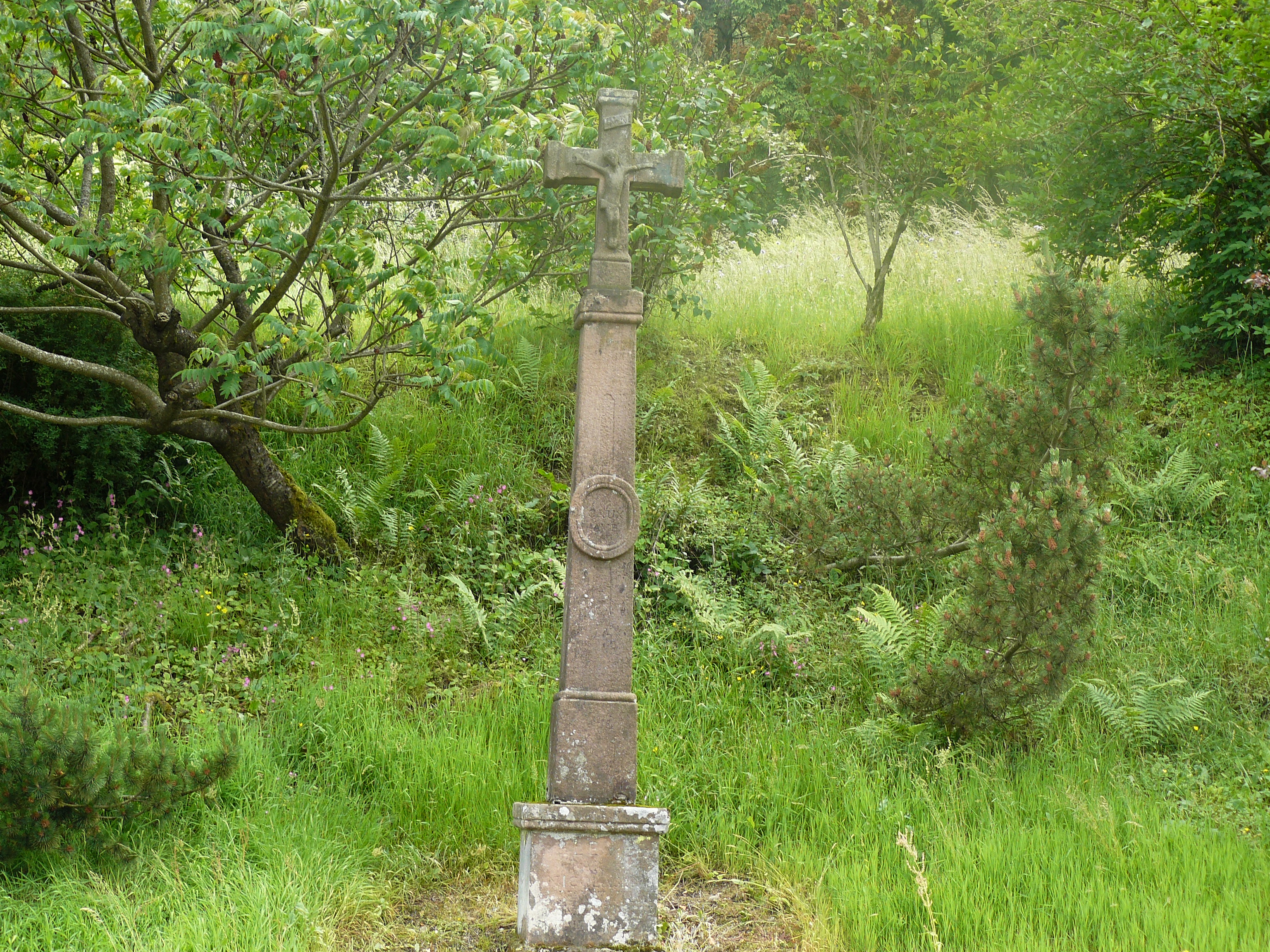
Calvaire situé près de la route principale.

#### Statue de la Vierge
Cette statue en béton a été érigée  pour remercier la Madone d'avoir épargné le village des bombardements. Une plaque  en marbre mentionne au pied de la statue l'inscription suivante : La paroisse de Lubine reconnaissante septembre 1939 novembre 1944.

#### Calvaires et croix
Il existe à Lubine plusieurs calvaires qui ont tous été érigés vers le XIXe siècle. Ils sont situés dans le village même ou à l'orée des bois.
Une croix a été déplacée contre la façade antérieure de l'église.

#### Monuments commémoratifs
- Monument aux Morts ; plaque commémorative. Conflits commémorés : Guerres 1914-1918 - 1939-1945[40].

#### Mairie-École
La mairie et les écoles ont été construites en 1854.

### Personnalités liées à la commune
- M. Leroy : prêtre mort à Lubine qui a donné en 1805, toute sa fortune à l'hospice de Saint-Dié, pour la fondation d'un lit destiné principalement aux indigents (Indigènes) de Lubine[41].
- Eugène Magnin, enseignant[42].
- Clémence Martin-Froment, l'écrivain de Lubine, Journal de guerre d'une femme dans les Vosges occupées (1914-1918)

### Héraldique
| Blason | Blasonnement : D’or au filet en barre de gueules accompagné à dextre d’un L suivi d’une étoile de même et à senestre d’un B aussi de gueules. Commentaires : Le L et le B signifient « Lieu Bien » ; c’est un exemple d’armes parlantes. |

## Pour approfondir